# Björkebergs församling
Björkebergs församling var en församling i Linköpings stift inom Svenska kyrkan i Linköpings kommun i Östergötlands län. Församlingen uppgick 2006 i Vikingstads församling.
Församlingskyrka var Björkebergs kyrka.

## Administrativ historik
Församlingen har medeltida ursprung.
Församlingen var till 1 maj 1920 moderförsamling i pastoratet Björkeberg och Ledberg, för att därefter till 1962 vara annexförsamling i pastoratet Västerlösa och Björkeberg där även Ledbergs församling ingick till 1941. Från 1962 var församlingen annexförsamling i pastoratet Vikingstad, Rappestad, Sjögestad, Västerlösa och Björkeberg. Församlingen uppgick 2006 i Vikingstads församling.
Församlingskod var 058016.

## Kyrkoherdar
Lista över kyrkoherdar. Prästbostaden låg vid Björkebergs kyrka.
| Ämbetstid | Namn                         | Levnadstid | Övrigt                                                                    |
| --------- | ---------------------------- | ---------- | ------------------------------------------------------------------------- |
| 1350      | Haquinus Anundi              |            |                                                                           |
| 1515      | Christiernus Laurentii       |            |                                                                           |
| 1519–1523 | Olavus Andreæ                | –1523      |                                                                           |
| 1524–1537 | Elavus Erici                 | –1537      |                                                                           |
| 1538–1566 | Erasmus Petri                | –1566      |                                                                           |
| 1567–1599 | Georgius Johannis            | 1534–1599  |                                                                           |
| 1600–1616 | Matthias Petri               | –1616      |                                                                           |
| 1618–1632 | Petrus Olavi                 | –1632      |                                                                           |
| 1634–1660 | Andreas Matthiæ              | 1592–1660  |                                                                           |
| 1661–1668 | Jonas Rydelius               | –1668      |                                                                           |
| 1670–1696 | Johannes Christophori Alinus | 1624–1696  |                                                                           |
| 1697–1703 | Israel Retzius               | 1660–1717  | Senare kyrkoherde i Vånga församling.                                     |
| 1703–1730 | Canutus Alfving              | 1655–1630  |                                                                           |
| 1732–1745 | Nils Saxonius                | 1683–1745  |                                                                           |
| 1746–1762 | Nathanael Alfving            | 1707–1762  |                                                                           |
| 1763–1770 | Andreas Ekstrand             | 1725–1770  |                                                                           |
| 1772–1789 | Hans Berg                    | 1724–1789  |                                                                           |
| 1790–1797 | Johannes Grevillius          | 1732–1797  |                                                                           |
| 1798–1808 | Olof Cederlöf                | 1739–1808  |                                                                           |
| 1809      | Pehr Johan Wimermark         |            | Senare kyrkoherde i Tjällmo församling.                                   |
| 1819–1821 | Pehr Amund Brandkula         | 1769–1821  |                                                                           |
| 1821–1834 | Hans Jacob Liedberg          | 1763–1834  |                                                                           |
| 1834–1855 | Anders Magnus Hagman         | 1786–1855  | Kyrkoherde och prost.                                                     |
| 1856–1861 | Petrus Ludvig Lundborg       | 1805–1861  |                                                                           |
| 1861–1888 | Carl Fredrik Wahlgren        | 1811–1888  | Kyrkoherde och kontraktsprost.                                            |
| 1889–1900 | John Gustaf Josua Pihlgren   | 1851–1900  |                                                                           |
| 1901–1913 | Johan Ekedahl                | 1862–      | Kyrkoherde och kontraktsprost. Senare kyrkoherde i Väderstads församling. |

## Klockare och organister
| Verksam   | Namn                | Levnadstid | Övrigt                |
| --------- | ------------------- | ---------- | --------------------- |
| 1704      | Sune Asp            | 1677–      | Klockare              |
| 1738–1783 | Anders Månsson      | 1713–1783  | Klockare              |
| –1811     | Johannes Bergbom    | 1702–1811  | Klockare              |
| 1811–1850 | Holsten Lindgren    | 1779–1850  | Klockare              |
|           | A. Wedén            |            | Vikarie               |
| 1848–1850 | Nils Peter Nelsén   |            | Vikarie               |
| –1865     | Gustaf Petersson    | 1826–1866  | Organist och klockare |
| 1866–1891 | Anders Peter Wedell | 1827–      | Organist och klockare |
| –1896     | Hjalmar Wiman       |            |                       |
|           | Carl Oskar Wedell   |            |                       |
| 1937–     | Carl-Axel Wedell    | 1909–1988  |                       |
|           | Johan Jolin         | 1846–1925  |                       |